# Blohm & Voss P 170
Blohm & Voss P 170 – niemiecki prototypowy bombowiec szybki. Samolot nigdy nie wszedł do seryjnej produkcji.

## Historia
Projekt niekonwencjonalnego samolotu powstał w 1942 roku pod kierownictwem dr. Vogta, ale nigdy nie wyszedł poza stadium rysunków. Składał się z trzech części: kadłuba centralnego i dwóch gondoli na końcu prostokątnych skrzydeł. Kadłub centralny mieścił silnik, zbiornik paliwa, podwozie i kabinę pilotów, a każda z gondol bocznych mieściła silnik i zbiornik paliwa. Na końcach bocznych gondoli umieszczono stateczniki i usterzenie pionowe, zaś usterzenie poziome znajdowało się na końcu kadłuba centralnego, tuż za kabiną pilotów. Napęd miały stanowić trzy prototypowe silniki gwiazdowe chłodzone powietrzem BMW 801D każdy o mocy 1600 KM. Każdy z nich napędzał 3-łopatowe śmigło o średnicy 3,5 m, przy czym śmigła w skrajnych gondolach miały obracać się w przeciwnych kierunkach, aby równoważyć moment obrotowy. Każdy silnik zasilany był z oddzielnego zbiornika o pojemności 2000 litrów każdy, umieszczonego w gondoli silnika i kadłubie centralnym. Podwozie główne (w całości chowane w locie) składało się z trzech kół, po jednym pod każdą gondolą z silnikami i kadłubem centralnym, oraz kółka ogonowego na końcu kadłuba centralnego. Nie przewidywano użycia uzbrojenia obronnego, ponieważ samolot miał osiągnąć prędkość niedostępną dla samolotów wroga.